# Publication scientifique
L'expression « publication scientifique » regroupe plusieurs types de communications scientifiques et/ou de diffusions numériques que les chercheurs scientifiques font de leurs travaux en direction de leurs pairs et d'un public de spécialistes. 
Ces publications décrivent de manière détaillée les études ou expériences menées et les conclusions qui en sont tirées par les auteurs. Elles subissent un examen de la valeur des résultats et de la rigueur de la méthode scientifique employée pour les travaux menés. 
Cette procédure implique un comité éditorial qui arbitre les décisions de publication, après l'examen par un comité de lecture indépendant constitué de pairs, des scientifiques du domaine qui interviennent de manière anonyme pour les auteurs des travaux, pour garantir l'indépendance de l'expertise. Le comité de lecture demande fréquemment des modifications ou des compléments aux auteurs du travail de recherche, pour préciser ou compléter la qualité de la démonstration scientifique de l'article. 
Ce système constitue le pilier de la validation des résultats de la recherche scientifique.
La notion de littérature scientifique désigne plus largement l'ensemble des publications scientifiques. Les publications scientifiques permettent de diffuser des informations scientifiques et techniques, produites et utilisées notamment par les chercheurs. Une partie de cette littérature est ensuite réutilisée par les revues de vulgarisation scientifique.

## Quantités et qualités
Pus de trois millions d'articles sont annuellement publiés dans ces revues, chaque chercheur étant poussé à publier par les processus d'évaluation académique (« publier ou périr »), encourageant une logique perverse, profitant aux grands éditeurs et encourageant des fraudes scientifiques. L'article scientifique change de nature, il n'est plus une unité de connaissance, mais est devenu une unité d'évaluation », selon Philippe Huneman de l'Institut d'histoire et de philosophie des sciences et des techniques (CNRS) « C'est une machine à transformer de la connaissance en gains symboliques et financiers. L'article est donc au cœur du système de recherche et la source de nombreux problèmes ». « Trop d'articles, trop chers et de trop mauvaise qualité, circulent… Et l'arrivée de l'intelligence artificielle ne fait qu'amplifier ces défauts ».

## Catégories
On peut distinguer les publications scientifiques selon leur origine (académique, recherche privée...) ou selon support ou type de parution :
- les revues scientifiques à comité de lecture ;
- les comptes-rendus de congrès scientifique à comité de lecture ;
- les ouvrages collectifs rassemblant des articles de revue ou de recherche autour d'un thème donné, coordonnés par un ou plusieurs chercheurs appelés éditeurs ou directeurs (à ne pas confondre avec l'éditeur qui, en tant que maison d'édition, publie l'ouvrage) ;
- les monographies sur un thème de recherche.

Les publications qui entrent dans l'un des cadres ci-dessus sont généralement les seules considérées pour l'évaluation de la recherche scientifique et des chercheurs (et de leurs laboratoires parfois) et les études bibliométriques et scientométriques.
Les manuscrits de thèse rassemblent un travail de recherche évalué par les pairs, librement consultable (dans la majorité des cas) et susceptible d'être cité dans une bibliographie.

## Éléments de définition
Sont habituellement exclues de la catégorie « publication scientifique » :
- les revues sans comité de lecture, par exemple les revues d'actualité des sociétés savantes ;
- les comptes-rendus de conférences sans comité de lecture ;
- les monographies d'enseignement ;
- les comptes-rendus de congrès (au moins dans certaines disciplines qui ne les comptabilisent pas comme « articles scientifiques », tout en reconnaissant qu'ils participent aux missions de communication de résultats par le chercheur ou son équipe).

Le cas des pré-publications est plus complexe. Il s'agit d'articles destinés en général à être formellement publiés, dans une revue par exemple, mais que leurs auteurs choisissent de mettre immédiatement à la disposition de la communauté scientifique, sur un site internet par exemple. Elles ne sont donc pas comptabilisées en tant que publications dans le cadre de la bibliométrie, mais ont le contenu d'une publication scientifique, et la rigueur qu'on peut attendre d'un article n'ayant pas encore été révisé selon les commentaires d'un comité de lecture.

## Évolutions, tendances
En nombre absolu la production mondiale d'articles scientifiques croît depuis plusieurs générations, passant de 466 419 publications en 1988 selon la National Science Foundation à 986 099 en 2008 selon le rapport sur la science-2010 de l'Institut de statistique de l'UNESCO.
Cependant depuis les années 1960, alors que la tendance à former de grandes équipes scientifiques, parfois très multidisciplinaires, il semble y avoir un nombre croissant de scientifiques qui publient au moins une fois mais avant de rapidement cesser de publier dans une revue scientifique. Ceci a été montré pour le domaine de l'astronomie et de l'écologie ou encore de la robotique (pour un chercheur en robotique, en 2019, sa « demi-vie » moyenne de carrière scientifique (c'est-à-dire le temps nécessaire à un scientifique d'une cohorte donnée pour produire des articles) a chuté de 35 ans dans les années 1960 à seulement cinq ans dans les années 2010. Dans les années 2010, le nombre d'« auteurs de soutien » augmente (c'est-à-dire le nombre de post-doctorants, et autres scientifiques ou chercheur peu expérimentés apportant leurs savoirs et savoir-faire, mais sans diriger la publications). Au sein des cohortes des années 2010, seuls 40 % environ des chercheurs en écologie et en astronomie ont été auteur principal d'un article, alors qu'au milieu des années 1960, ils étaient environ 80 %.
Le statut d'auteur reste cependant très important : dans les domaines scientifiques ci-dessus évoqués les jeunes chercheurs n'ayant pas réussi à publier durant leurs cinq premières années de carrière sont ceux qui statistiquement parlant risquent le plus de quitter l'environnement universitaire. Cependant malgré une corrélation significative entre le fait d'avoir été un jeune auteur productif et la durée de la carrière universitaire, ni la productivité scientifique, ni le facteur d'impact pas plus que le niveau initial de collaboration ne sont de bons prédicteur de la longévité dans le métier de scientifique.
L'internet semble en train de bouleverser la mise à disposition des travaux scientifiques, de même que les approches open science/open data ; 
La question de l'accès (payant ou non) à la donnée brute (souvent nécessaire à la vérification complète) ou même au contenu des articles est source de débats récurrents, avec des enjeux économiques complexes, mais aussi de protection de la donnée médicale et personnelle (par exemple dans le cas de la donnée biomédicale ouverte qui nécessite une anonymisation parfaite. Dans la société de l'information et pour les approches collaboratives, et face aux crises financières, écologiques, climatiques et sanitaires un accès rapide aux données nouvelles (y compris relatives aux échecs expérimentaux) devient crucial.
En mai 2016, après deux jours de réunion à Bruxelles du Conseil sur la compétitivité (Competitiveness Council ou COMPET mis en place par la Commission européenne et qui rassemble les ministres européens chargés des sciences, de la recherche, de l'innovation, du commerce et de l'industrie), Carlos Moedas, Commissaire européen à la recherche, à l'innovation et à la science et les dirigeants européens ont unanimement appelé à un accès ouvert (open data ) « immédiat » à tous les articles scientifiques dès 2020.

## «Quantitatif» versus «qualitatif»?
Ce sujet fait l'objet de débats récurrents alors que le nombre d'articles scientifiques et le nombre d'articles « cités » sont en forte augmentation depuis deux siècles, et plus encore depuis deux décennies en raison notamment de l'apparition de l'Internet et de ses moteurs de recherche.
C'est un enjeu qui pourrait être exacerbé par le développement du big data et de l'open data.
En dépit de la mise en place de processus de scientométrie, de bibliométrie et de management de la publication scientifique, des auteurs,,,,, alertent sur l'existence d'études trompeuses, biaisées ou de piètre qualité qui polluent le processus de recherche et discréditent la science malgré les processus internes de rectification du corpus (articles complémentaires, corrections ou rétractations d'articles respectivement incomplets, erronés ou inconclusifs). Certains alertent aussi sur le fait qu'une nouvelle idéologie de l'évaluation (qualifiée de « servitude volontaire » par Gori & al. en 2009) et une « pression de publication » croissante peut encourager un « espionnage académique » et en réaction une fermeture des laboratoires, au détriment d'un large partage des connaissances.

### La croissance exponentielle du volume des publications académiques
En 1963, le physicien et historien des sciences Derek de Solla Price en étudiant les tendances à la croissance exponentielle qui se dessinaient depuis 250 ans dans le secteur de la Recherche et des sciences voyait pointer une menace de « doomsday scientifique » (une « fin du monde » pour les sciences). Il observait que le nombre de scientifiques et d'articles augmentaient de manière exponentielle et en concluait que cela deviendrait insoutenable. À ce rythme, dans quelques générations, disait-il, « il faudra dans le monde avoir deux scientifiques pour chaque homme, femme, enfant et chien dans la population ». Selon Daniel Sarewitz, Price était aussi un « élitiste » qui estimait que la qualité ne pouvait pas être maintenue au sein d'une telle croissance. Il se basait notamment sur le fait que dans le passé, l'éminence scientifique a toujours été concentrée chez un très petit pourcentage de chercheurs. Selon lui, le nombre d'excellents scientifiques devrait donc croître beaucoup plus lentement que le nombre de chercheurs simplement bons, mais avec une prépondérance croissante d'une « main-d'œuvre capable d'écrire des articles scientifiques, mais pas en mesure d'écrire des articles de haute qualité ». Il prédisait que pour survivre la science aurait bientôt à passer d'une croissance exponentielle (où le quantitatif l'emporte sur le qualitatif) à « quelque chose de radicalement différent », pour qu'elle ne finisse pas victime de « sénilité » et noyée dans le bruit de sa propre productivité en hausse.
J. Maddox en 1988 invite cependant à bien différencier les pressions exercées par les Institutions de la science, qui sont légitimes et bénéfiques tant qu'elles ne sont pas excessives, et les pressions parfois « extravagantes » qui pèsent sur les chercheurs « qui peuvent être un mauvais service rendu aux jeunes collègues impressionnables et aux notions de paternité responsable ». Selon Alan N. Miller & al. (1996), la pression sur le chercheur provient souvent à la fois de l'employeur, du fait que le nombre de publications tend à devenir une condition de réputation professionnelle, de titularisation, de promotion et d'accès aux prix scientifiques, de salaire, de mobilité voire simplement de maintien dans l'emploi. Elle est source d'un stress conduisant des enseignants-chercheurs à délaisser leur excellence pédagogique et leur devoir de vulgarisation, leurs temps d'enseignement et même de recherche et/ou à s'engager dans des voies pouvant manquer de pertinence, au détriment de la créativité et de l'innovation scientifiques.

### Des effets sur la fiabilité des travaux
Un demi-siècle plus tard, selon D. Sarewitz la question de la qualité réémerge d'une manière non prévue par Price : pour diverses raisons les leaders scientifiques « du Mainstream » acceptent de plus en plus qu'une part croissante de la recherche publiée ne soit pas fiable. Or, la manière dont est organisée la publication et l'évaluation scientifique, induit une rétroaction destructive : la production d'une science de médiocre qualité tend à s'entretenir elle-même voire à empirer, en raison de l'obligation (justifiée) de citer des travaux antérieurs, et d'une pression d'évaluation professionnelle et académique (dont dépendent la carrière des scientifiques mais aussi le financement des laboratoires) contraignant ces derniers à compulsivement publier (souvent traduite par l'aphorisme Publish or perish, ce qui encourage la fraude, la « réalisation d'études triviales mais produisant des résultats rapides », la répétition inutile de résultats, des publications saucissonnées, et « l'inscription en tant que co-auteur de personnes marginalement impliquées dans l'étude »,,. Larkin (1999) estime en outre que ce processus « étouffe les jeunes talents ». Ceci encourage aussi à publier dans des revues moins exigeantes des articles rejetés par les comités de lecture,.
Ceci a des effets sociétaux négatifs, par exemple en matière de sécurité sanitaire et de santé publique : ainsi en cancérologie de nombreuses lignées cellulaires utilisées pour la recherche se sont récemment révélées être contaminées (ainsi, une lignée cellulaire dite « de cancer du sein » utilisée dans plus de 1 000 études publiées était en fait une lignée de cellules de mélanome. Or un article moyen de recherche biomédicale est cité de 10 à 20 fois en 5 ans, et on pense maintenant qu'un tiers de toutes les lignées cellulaires utilisées dans la recherche étaient en fait contaminées. 10 000 articles publiés citeraient donc chaque année un travail biaisé, basé sur des lignées cellulaires de cancer contaminées. « Des métastases se propagent dans la littérature sur le cancer » en conclut métaphoriquement Sarewitz, qui ajoute qu'un phénomène similaire touche d'autres domaines de recherche : des problèmes « pervasifs » de mauvaise qualité ont été démontrés dans des groupes d'études (ex. : études de maladies neurologiques sur les rongeurs, études sur les biomarqueurs du cancer et d'autres maladies, études de psychologie expérimentale, avec des biais initiaux qui ont là ensuite « contaminé » une arborescence de milliers d'articles scientifiques citant les précédents).
Concernant les médicaments, le taux de réussite d'essais en phase II a chuté dans les années 2010 de 28 à 18 %, souvent en raison d'un manque de qualité des études de phase 1 ou des données sur lesquelles ces études se sont basées.
Le principe « publier ou périr » s'est aussi développé dans les écoles de commerce et chez les économistes notait Byrne en 1990 et Sowel (1995), avec selon lui des effets à la fois positifs et négatifs, mais en influant sur les choix méthodologiques des auteurs, peut-être au détriment d'innovations qui seraient permises par une recherche non orthodoxe, ce qui devrait selon De Rond & al (2005) faire l'objet de recherches plus approfondies.
La quasi-obligation de publier en anglais a aussi des conséquences sur la qualité de certains contenus ou leur compréhension par des relecteurs ou lecteurs non anglophones. En 2012, Hervé Maisonneuve plaide pour une prise en compte de l'« éthique des publications » dans le processus d'évaluation qui sans cela « nuit à l'intégrité de la science ».
Une bonne utilisation du web et des moteurs de recherche rendent certes potentiellement plus efficace l'identification d'études pertinentes, mais ils rendent également plus facile le travail de trolls et lobbies qui promeuvent des papiers (qu'ils soient de bonne ou de mauvaise qualité). Dans ce contexte « il n'est pas étonnant que le nombre de citations soit en hausse » commente D. Sarewitz.
Le problème pourrait être aggravé dans certains domaines à enjeux politiques sanitaires sociopolitiques ou économiques (le brevetage du vivant, les startups issues de la recherche) élevés tels que la nutrition, l'éducation, l'épidémiologie et l'économie, où la science est souvent plus incertaine et les enjeux sociétaux ou économiques élevés, ce qui induit « des débats sans fin sur les effets sur la santé du sel alimentaire, ou la façon de structurer l'aide étrangère, ou de mesurer les services écosystémiques », typiques selon D. Sarewitz des domaines où des points de vue opposés peuvent être copieusement appuyés par des articles relus par des pairs, entretenant un contexte appelant encore plus de recherche. De plus le secret industriel, la propriété intellectuelle ou la protection de la vie privée rendent de nombreux travaux invérifiables et sources de biais si un processus scientifique rigoureux n'a pas été mis en place. En 2016, D. Sarewitz invite les chercheurs à moins publier, moins souvent et sélectivement, en veillant en recherchant une qualité scientifique irréprochable.

## Notions d'auteur scientifique et de paternité scientifique
Depuis le siècle des lumières, la paternité scientifique d'une découverte ou d'un article scientifique a un rôle croissant dans l'organisation de la connaissance.
Au XXe siècle le nombre ou l'importance des publications est peu à peu devenu un critère majeur de mesure de la valeur d'un laboratoire et de la réputation d'un chercheur.

### Formalisation de la notion d'auteur scientifique
Après quelques fraudes scientifiques, les critères de paternité, de responsabilité et de reconnaissance de la « qualité d'auteur », d'auteur principal ou de co-auteur ont été progressivement formalisés, mais en variant selon les pays, les disciplines et les époques. La notion d'« auteur » (ou de co-auteur) scientifique n'est pas juridiquement définie. L'idée qui fait consensus consiste à dire que seules les personnes ayant contribué substantiellement à une publication peuvent prétendre au statut d'auteur ; 
Un exemple connu de formalisation est celui des critères ou recommandations du groupe de Vancouver, édictés en 1988 par un Comité international de rédacteurs de revues médicales (ICMJE) pour lequel  un auteur doit conjointement :
1. jouer un rôle dans la conception ou la réalisation du travail (acquisitions, analyses, interprétations) présenté dans l'article et ;
2. aider à écrire ou à réviser le manuscrit, et ;
3. approuver la version publiée, et ;
4. assumer la responsabilité du contenu de l'article (sur tous les aspects du travail, en veillant à ce que les questions liées à l'exactitude ou à l'intégrité de toute partie du travail aient été correctement traitées et résolues).

Ici les rôles de simple supervision, d'encadrement ou l'obtention de fonds suffisants ne suffisent pas à justifier de la paternité scientifique. Un auteur ne devrait pas figurer comme tel s'il n'est cité par pour des raisons honorifiques.
Cependant quelques grandes revues permettent la présentation de « contributeurs » secondaires et/ou décrivent les contributions respectives de chaque auteur (une taxonomie CRediT a été publiée en avril 2014 dans Nature pour cela).
Avec l'importance de l'informatique (bioinformatique, modélisation, traitement de signal…) et du big data, de la recherche collaborative, de l'intelligence artificielle etc., les notions d'éthique et d'intégrité des auteurs et des contributeurs sont amenées à encore être précisées. En 2017, un collectif de rédacteurs de revues prestigieuses a publié dans PNAS un article  Transparency in authors' contributions and responsibilities to promote integrity in scientific publication,.
En ce qui concerne la déontologie de l'édition scientifique, on estime qu'un auteur doit pouvoir prouver  
- qu'il a eu des contributions substantielles et/ou originales à la conception ou à la mise en œuvre de l'œuvre de recherche,
- qu'il y a joué un rôle important par exemple pour acquérir, analyser ou interpréter les données, ou pour créer ou adapter un logiciel nécessaire,
- qu'il a significativement participé à rédiger et/ou réviser le travail,
- qu'il a validé la version proposée à la publication (puis toute version ensuite significativement corrigée ou modifiée), tout en assumant la responsabilité de ses contributions, après avoir vérifié et documenté l'exactitude et/ou l'intégrité de toute partie de l'œuvre, dont celles produites par ses co-auteurs.

Ces exigences pourraient dans le futur s'appliquer à des intelligences artificielles (qui pourraient alors devenir auteurs scientifiques à part entière ?).

### Les auteurs "hyperprolifiques"
Respecter ces principes implique pour un scientifique de passer un temps considérable sur chaque article, or des cas de publications dans des revues sans vrais comités de lecture ont été dénoncés, et en 2018 John P. A. Ioannidis, Richard Klavans et Kevin W. Boyack dans la revue Nature décrivent un autre phénomène émergent : la hausse du nombre de « chercheurs hyperprolifiques » quant au nombre de publications éditées par des revues scientifique reconnues ; de 2000 à 2016 dans le monde plus de 9000 auteurs ont en effet publié en moyenne annuelle d'un article tous les 5 jours, presque toujours dans des revues jugées de qualité (ce score ne compte que les « articles complets » — articles originaux, documents de conférence, commentaires de fond et critiques — et non les éditoriaux, lettres à l'éditeur et autres). En moyenne un auteur hyperprolifique a publié 677 articles complets  par an pour la période 2000-2016 ; avec un impact de citation très variable (de 380 à 200 439 fois, pour une médiane de 19 805 fois).
86 % d'entre eux (soit 7 888 auteurs) ont publié dans le domaine de la physique (où les grandes équipes internationales comptent souvent plus de 1 000 chercheurs), ce qui est facilité par les progrès de l'informatique, mais qui suggère aussi « que certains domaines ou équipes de recherche ont opérationnalisé leurs propres définitions de ce que signifie la paternité » (dans le domaine de la physique, au moins). Si l'on exclut les physiciens, la plupart des « hyperprolifiques » ont des noms chinois ou coréens ; entre une douzaine et une vingtaine d'entre eux sont basés en Chine, ce qui pourrait traduire un effet pervers de la promotion par la bibliométrie et/ou des politiques chinoises récompensant la publication en espèces, ou encore suggérer d'éventuels cas de corruption, et/ou de manque d'intégrité scientifique, par exemple avec des auteurs fantômes (articles publiés sous un nom de scientifique, mais en réalité écrit par un prête-plume, un autre auteur ou un lobby industriel ; Selon Wislar & al (2011), un paternité honorifique et/ou fantôme existait encore dans 21 % des articles publiés par les principales revues médicales en 2008 comme on l'a vu avec les Monsanto papers).
Sur les 265 auteurs restant, le nombre d'auteurs hyperprolifiques a été multiplié par 20 de 2001 à 2014 avant de se stabiliser, sachant que dans ce laps de temps le nombre total d'auteurs n'a été multiplié « que » par 2,5. Ces 265 scientifiques ont été interrogés par courriel : à la question « Comment arrivez-vous à être aussi productifs ? » 81 ont répondu en citant un travail acharné et un grand amour de la recherche ; le mentorat de jeunes chercheurs, la direction d'une équipe de recherche voire de plusieurs équipes ; un travail collaboratif étendu (sur différents domaines de recherche parfois) ; un accès à de larges ressources et données utiles ; le sommet d'un grand projet ; un amour du partage ; les acquis de expériences ...et une capacité à peu dormir.
50 % œuvrent dans le domaine des sciences du vivant : médecine (101 auteurs, dont en cardiologie et épidémiologie) ; santé (11), cerveau (17), biologie (6), maladies infectieuses (3). Hors des publications de documents de conférence, près des 2/3 des sujets relevaient de la médecine et des sciences de la vie (86/131). Parmi les 265 auteurs, 154 ont atteint ou dépassé la moyenne d'un article tous les cinq jours durant deux ans (69 l'ont fait durant 4 ans ou plus). La plupart des auteurs ayant répondu aux questions de l'enquête ont reconnu ne pas satisfaire à tous les critères de Vancouver (voire dans quelques cas à aucun de ces critères).
Parfois l'auteur publie dans une même revue (ainsi trois auteurs ont publié plus de 600 articles chacun dans Acta Crystallographica).
Le "don" d'auteur, qui consiste à ajouter des co-auteurs qui n'ont pas ou peu contribué à l'article, est le type de fraude le plus courant en matière de recherche aux États-Unis,.

### Listes d'auteurs
Quand un article est publié par plusieurs auteurs, l'ordre de la liste des auteurs doit être interprété en fonction des usages de la discipline, mais il n'existe pas de règles strictes,, et les désaccords entre auteurs sur la liste finale sont fréquents.
En sciences de la vie, l'ordre des signataires indique l'importance de leur contribution à la publication. Normalement, les auteurs décident collectivement de la place de chacun. Les positions dont la signification sont les plus claires sont celles de premier et de dernier auteur : le premier auteur est celui dont la contribution opérationnelle a été la plus importante, souvent un jeune chercheur, le dernier auteur est un chercheur senior qui a piloté le projet. Selon les recommandations de l'INSERM, les auteurs « qui ont également contribué » sont listés dans l'ordre alphabétique.
Le CNRS propose seulement de s'en tenir aux consignes des journaux, et d'envisager, si deux auteurs principaux ont contribué également aux travaux, de demander à l'éditeur de signer la publication en tant que co-premiers auteurs. Sa seule consigne est que « pour éviter toute forme de conflit, il est recommandé d'envisager suffisamment en amont de la publication, et de façon transparente, qui remplit les conditions pour être auteur et quel sera l'ordre des signataires ».